# كاثرين باركنسون
كاثرين باركنسون (بالإنجليزية: Katherine Parkinson)‏ هي ممثلة بريطانية، ولدت في 9 مارس 1978 في المملكة المتحدة.

## أعمال

### أفلام
- (2018) جمعية غيرنزي للأدب وفطيرة قشر البطاطا[7]

### مسلسلات
- ذا آي تي كراود

## وصلات خارجية
- كاثرين باركنسون على موقع IMDb (الإنجليزية)
- كاثرين باركنسون على موقع ألو سيني (الفرنسية)
- كاثرين باركنسون على موقع ميوزك برينز (الإنجليزية)
- كاثرين باركنسون على موقع أول موفي (الإنجليزية)
- كاثرين باركنسون على موقع قاعدة بيانات الأفلام السويدية (السويدية)
- كاثرين باركنسون على موقع قاعدة بيانات الفيلم (الإنجليزية)
- كاثرين باركنسون على موقع كينوبويسك (الروسية)